# ألفريدو أورتيز
ألفريدو أورتيز (بالإنجليزية: Alfredo Ortiz)‏ هو طبال أمريكي، ولد في 1970 في لوس أنجلوس في الولايات المتحدة.

## وصلات خارجية
- ألفريدو أورتيز على موقع ميوزك برينز (الإنجليزية)
- ألفريدو أورتيز على موقع أول ميوزيك (الإنجليزية)
- ألفريدو أورتيز على موقع ديسكوغز (الإنجليزية)